# Panketal
Panketal är en kommun i Tyskland, vid Berlins nordöstra stadsgräns i Landkreis Barnim, förbundslandet Brandenburg. Namnet kommer från områdets geografi, som domineras av dalen omkring ån Panke som rinner genom Barnim-högplatån. Bebyggelsen utgör en del av Berlin/Brandenburgs storstadsområde.
Kommunen bildades 2003 genom sammanslutning av orterna och de dittillsvarande kommunerna Zepernick och Schwanebeck.

## Geografi

### Läge
Kommunen Panketal ligger på den under senaste istiden bilade Barnim-högplatån och räknas till området Niederbarnim. Den högsta punkten i kommunen är Gehrenberg, 93 m ö.h. Ån Panke, en biflod till Spree, flyter genom kommunen i riktning från Bernau mot Berlin och präglar tillsammans med bäcken Dranse områdets geografi. Bebyggelsen i orterna Zepernick och Schwanebeck gränsar omedelbart till bebyggelsen i Berlinstadsdelen Buch.

### Administrativ indelning
Kommunen förvaltas som självständig kommun och indelas i två kommundelar (Ortsteile):
- Schwanebeck, med Neu-Buch, Schwanebeck-West, Alpenberge, Bergwalde, Gehrenberge, Albrechtsgelände, Friedrichshof och Neu Schwanebeck
- Zepernick, med Röntgental och Hobrechtsfelde.

## Befolkning
| År   | Invånare |
| ---- | -------- |
| 1875 | 737      |
| 1890 | 834      |
| 1910 | 1 911    |
| 1925 | 4 165    |
| 1933 | 8 760    |
| 1939 | 11 538   |
| 1946 | 12 545   |
| 1950 | 12 423   |
| 1964 | 11 905   |
| 1971 | 11 832   |

| År   | Invånare |
| ---- | -------- |
| 1981 | 11 286   |
| 1985 | 10 972   |
| 1989 | 10 450   |
| 1990 | 10 271   |
| 1991 | 10 283   |
| 1992 | 10 258   |
| 1993 | 10 427   |
| 1994 | 10 713   |
| 1995 | 11 066   |
| 1996 | 11 532   |

| År   | Invånare |
| ---- | -------- |
| 1997 | 12 683   |
| 1998 | 13 999   |
| 1999 | 15 303   |
| 2000 | 16 064   |
| 2001 | 16 822   |
| 2002 | 17 219   |
| 2003 | 17 625   |
| 2004 | 18 305   |
| 2005 | 18 623   |
| 2006 | 19 022   |

| År   | Invånare |
| ---- | -------- |
| 2007 | 19 172   |
| 2008 | 19 167   |
| 2009 | 19 179   |
| 2010 | 19 132   |
| 2011 | 19 032   |
| 2012 | 19 249   |
| 2013 | 19 426   |
| 2014 | 19 721   |
| 2015 | 20 131   |
| 2016 | 20 353   |

| År   | Invånare |
| ---- | -------- |
| 2017 | 20 390   |
| 2018 | 20 519   |
| 2019 | 20 596   |
| 2020 | 20 661   |